# Mk VI Crusader

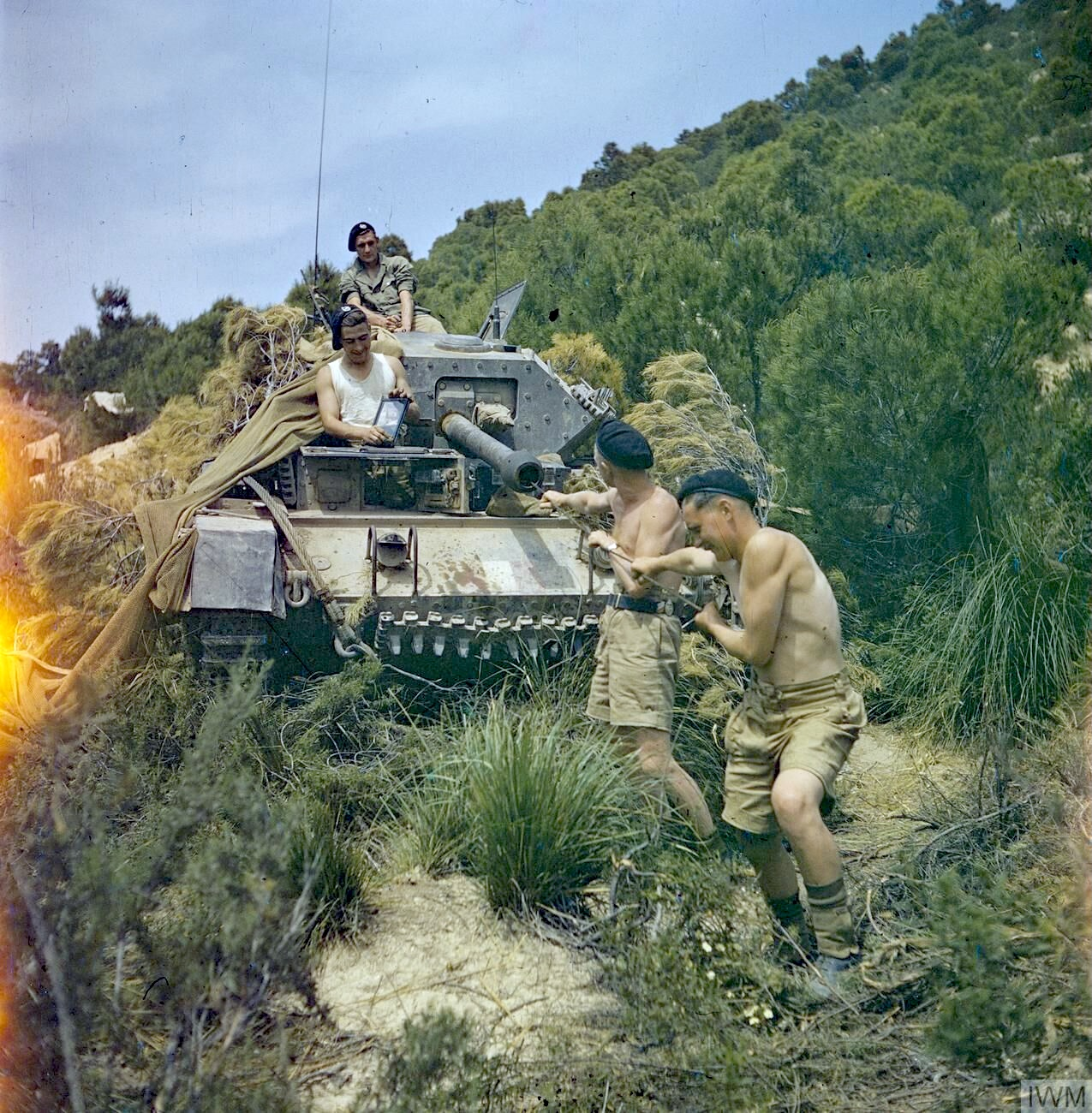
A hatfontos (57mm) ágyúcső tisztítása, Tunézia, Észak-Afrika

A Crusader, Mk VI Crusader (A15) a Brit Szárazföldi Erők cirkáló típusú harckocsija volt a második világháborúban. Az Észak-Afrikai hadjárat során a Crusader volt a britek meghatározó páncélosa. Gyenge felépítményével, vékony páncélzatával és a meghibásodásra való hajlamával, az egyik legrosszabb brit konstrukciónak számított, ennek ellenére több mint 5300 darabot gyártottak belőle. Az szicíliai hadjárat idejére a típust már amerikai harckocsikkal váltották fel.
A Crusader harckocsi több fejlesztési programot is megélt, a Crusader I-III. típusok a harckocsi fegyverzetében eltérő változatokat jelölnek, a Crusader I a homlokpáncélba épített géppuska toronnyal, a II. a nélkül illetve megnövelt páncélzattal, III. pedig az erősebb 57 mm-es főfegyverzettel készült. A páncélos bázisán ezenkívül létrehoztak még két önjárő légvédelmi gépágyút (Crusader III, AA Mk I, Crusader III, AA Mk II / Mk III), egy „lövészpácélost” (Crusader II, Gun Tractor Mk I) illetve műszaki és aknamentesítő járműveket. 